# زوباج (جنس)
زوباج (الاسم العلمي: Zoopage) هو جنس من الفطريات يتبع فصيلة الزوباجية من رتبة الزوباجيات.